# جووانی دی کلمنته
جووانی دی کلمنته (ایتالیایی: Giovanni Di Clemente؛ ‏ ۵ فوریهٔ ۱۹۴۸ – ۲ ژانویهٔ ۲۰۱۸) تهیه‌کننده فیلم و تهیه‌کننده تلویزیونی اهل ایتالیا بود.
از فیلم‌هایی که وی در آن‌ها نقش داشته‌است، می‌توان به یک هفته کنار دریا، ای پادشاه، دوستان صمیمی، فضول، بچه‌های خیابان، بیماری تلخ و جووانی فالکونه اشاره نمود.